# Политика безопасности
Политика безопасности организации (англ. organizational security policies) — совокупность документированных руководящих принципов, правил, процедур и практических приёмов в области безопасности, которые регулируют управление, защиту и распределение ценной информации. 
Политика безопасности зависит:
- от конкретной технологии обработки информации;
- от используемых технических и программных средств;
- от расположения организации;

## Методы оценки
Существуют две системы оценки текущей ситуации в области информационной безопасности на предприятии: «исследование снизу вверх» и «исследование сверху вниз».

## Предполагаемыйущерб
Классификацию возможного ущерба должен оценивать владелец информации или работающий с этой информацией персонал. Оценку же вероятности атаки выполняют соответствующие технические сотрудники.